# Hämnaren (film, 1915)
Hämnaren är en svensk film från 1915 i regi av Mauritz Stiller. 

## Om filmen
Filmen premiärvisades den 6 september 1915 på Slottsbiografen i Uppsala. Filmen spelades in vid Svenska Biografteaterns ateljé på Lidingö med exteriörer från Johannes kyrka, Nordiska museet, Katarinavägen i Stockholm samt Restaurang Foresta på Lidingö av Hugo Edlund. 

## Roller i urval
- Wilhelm Hansson - Georg Vide, student, sedermera fängelsepräst
- Edith Erastoff - Ester, en ung judinna
- Edmond Hansen - Esters far
- John Ekman - Jacob Kahn, Esters kusin
- Richard Lund - Josef, Jacobs fosterson
- William Larsson - godsägare von Sterner
- Karin Molander - Emma von Sterner, godsägarens dotter
- Gustaf Callmén - Georgs far, domprost
- Jenny Tschernichin-Larsson - Georgs mor
- Emmy Elffors - Georgs fästmö
- Thure Holm - bankdirektör
- Tyra Dörum - Vides jungfru
- Nils Elffors - student i trappan